# 米兰·泰佩什
米兰·泰佩什（1961年4月25日—），斯洛文尼亚男子跳台滑雪运动员。他曾代表南斯拉夫参加1980年、1984年和1988年冬季奥林匹克运动会跳台滑雪比赛，其中1988年冬季奥运会获得一枚银牌。